# Wolfram Ax
Wolfram Ax (9. prosince 1944, Falkensee u Berlína – 18. července 2020) byl německý klasický filolog.
Po maturitě (1964 v Hildesheimu) zahájil 1964-70 studium klasické filologie a německé literatury na univerzitách v Münsteru, Bonnu a Göttingenu. V roce 1974 obdržel doktorát, ukončil habilitaci v roce 1983 a 1984 obdržel profesuru pro klasickou filologii na univerzitě v Göttingenu. V roce 1989 byl hostujícím vědcem na univerzitě v Berkeley. V roce 1992 odešel na univerzitu Erlangen-Norimberk. V roce 1993 přijal místo na katedře latinského studia na univerzitě v Düsseldorfu. V roce 1996 převzal katedru latinského studia na Kolínské univerzitě jako nástupce Clemense Zintzena. Na jaře roku 2010 odešel do důchodu.
Zabývá se antickou gramatikou, rétorikou a filozofií jazyka, latinskou lingvistikou, poezií římského císařství a gramatikou a stylistikou renesance.
V roce 2016 obdržel cenu Ausonius za své vědecké dílo.

## Dílo
- Probleme des Sprachstils als Gegenstand der lateinischen Philologie, 1976
- Laut, Stimme und Sprache, 1986
- Memoria rerum veterum, 1990
- Literaturparodie in Antike und Mittelalter, 1993
- Lexis und Logos, 2000
- Text und Stil, 2006
- Quintilians Grammatik, 2011